# Naturräume in Sachsen
Die hier dargestellte naturräumliche Gliederung Sachsens wurde in den Jahren zwischen 1994 und 2001 von einer Arbeitsgruppe namens „Naturhaushalt und Gebietscharakter“ der Sächsischen Akademie der Wissenschaften zu Leipzig im Rahmen des Forschungs- und Entwicklungsvorhabens „Naturräume und Naturraumpotentiale des Freistaates Sachsen im Maßstab 1:50000 als Grundlage für die Landesentwicklungs- und Regionalplanung“ bearbeitet. Gefördert wurde dies durch das Sächsische Staatsministerium für Umwelt und Landwirtschaft und das Sächsische Ministerium des Innern.
Grundlage der Gliederung war die landesweite flächendeckende Erfassung kleinster physiogeographischer Raumeinheiten (Physiotope). Diese wurden nach der Methode der naturräumlichen Ordnung regelhaft zu größeren Einheiten (Nanogeochoren und Mikrogeochoren) aggregiert. Für jede der auf diese Weise ermittelten Mikrogeochoren existiert ein 9-seitiges Dokumentationsblatt, die kartographische Darstellung erfolgte auf 55 Blättern im Maßstab 1:50000 („Naturraumkarte von Sachsen“). In weiteren Aggregationsschritten wurden die ca. 1445 Mikrogeochoren zu Mesogeochoren und diese schließlich zu 28 Makrogeochoren zusammengefasst (siehe Liste der naturräumlichen Einheiten in Sachsen). Von der Ebene der Mikrogeochore an aufwärts erhielt jeder Naturraum eine individuelle Bezeichnung, wobei neu geschaffene Namen bestimmten Konventionen folgen. Die Einordnung der Makrogeochoren in Naturraumeinheiten höherer Ebene wird durch die sogenannten „sächsischen Naturregionen“ angedeutet, die zwar ebenfalls Eigenbezeichnungen bekamen, aber auf weiten Strecken an den politischen Grenzen anliegen und faktisch Ausschnitte aus weit ausgedehnteren Einheiten darstellen.

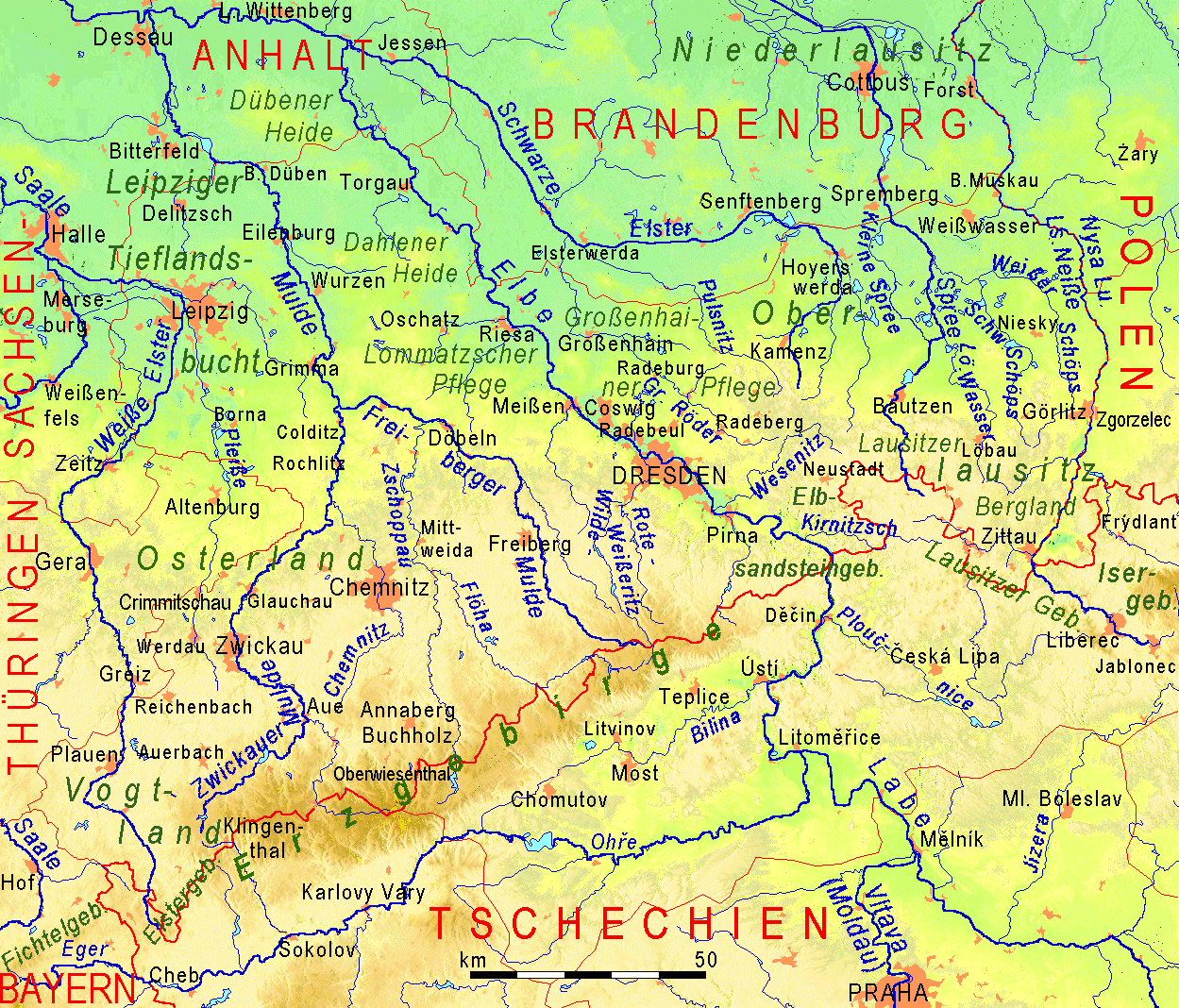
Topografie Sachsens

## Sächsische Naturregionen und Makrogeochoren
- Sächsisch-Niederlausitzer Heideland (Teil des Norddeutschen Tieflands, genauer des Zentralen Nordostdeutschen Tieflands)
  - Lausitzer Grenzwall
  - Muskauer Heide
  - Oberlausitzer Heide- und Teichgebiet
  - Königsbrück-Ruhlander Heiden
  - Elbe-Elster-Niederung
  - Düben-Dahlener Heide
  - Oberlausitzer Bergbaurevier
- Sächsisches Lössgefilde (Teil des Norddeutschen Tieflands, genauer des Mitteleuropäischen Lössgürtels)
  - Leipziger Land
  - Bergbaurevier Südraum Leipzig
  - Nordsächsisches Platten- und Hügelland
  - Großenhainer Pflege
  - Ostthüringisches Lösshügelland
  - Erzgebirgsbecken
  - Mittelsächsisches Lösshügelland
  - Mulde-Lösshügelland
  - Dresdner Elbtalweitung
  - Östliches Erzgebirgsvorland
  - Westlausitzer Hügel- und Bergland
  - Oberlausitzer Gefilde
  - Östliche Oberlausitz
- Sächsisches Bergland und Mittelgebirge (Teil der Mittelgebirgsschwelle)
  - Westerzgebirge
  - Mittleres Erzgebirge
  - Osterzgebirge
  - Vogtland
  - Elstergebirge
  - Sächsische Schweiz
  - Oberlausitzer Bergland
  - Zittauer Gebirge

## Vergleich mit der naturräumlichen Gliederung nach Meynen und BfN

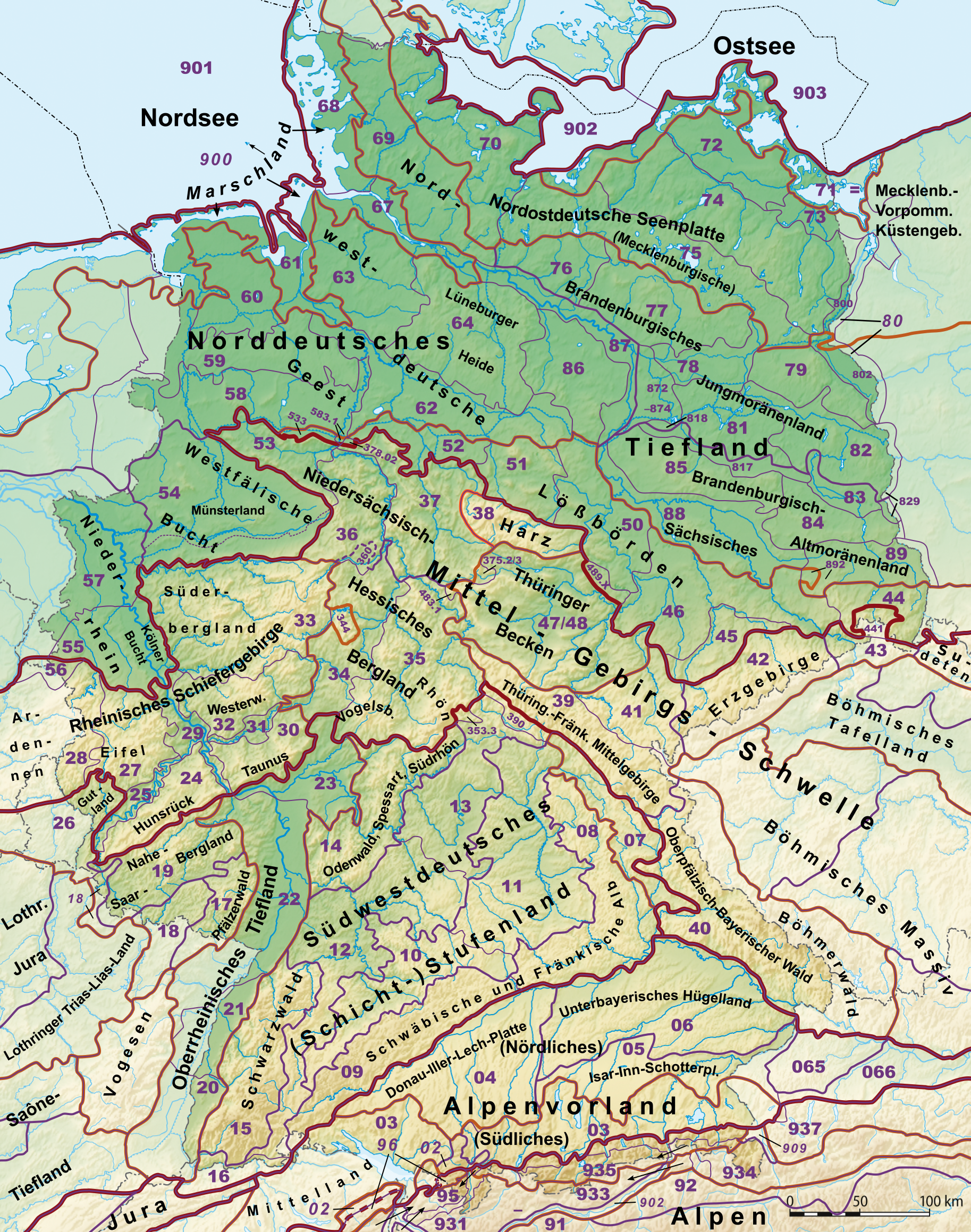
Naturräumliche Großregionen nach BfL (Meyen, Schmithüsen et al.):1. Ordnung (dunkelrot)2. Ordnung (orange)3. Ordnung (violett) bzw.
Haupteinheitengruppen (violett, dünner)nach der Bundesanstalt für Landeskunde
(Der genaue Name einiger der Großregion 2. bzw. 3. Ordnung ist nicht bekannt)

Im Handbuch der naturräumlichen Gliederung Deutschlands wurde ab den 1950er Jahren durch die Bundesanstalt für Landeskunde (BfL) flächendeckend Deutschland in Haupteinheitengruppen (zweistellige Zahlen), Haupteinheiten (dreistellige Zahlen) und Unter-Naturräume (Nachkommastellen) eingeteilt. Dies war die vorläufig letzte einheitliche Bearbeitung für ganz Deutschland, anschließend war eine solche Gesamtdarstellung wegen der deutschen Teilung viele Jahre lang nicht möglich. Die Erforschung und Erfassung der Naturräume in Sachsen wurde dennoch kontinuierlich weiter betrieben und hat seither zu umfangreichen Veränderungen geführt. Da sich das Bearbeitungsgebiet der „Naturraumkarte von Sachsen“ auf das Territorium des Freistaats Sachsen beschränkt, wird bei deutschlandweiten Planungen, z. B. seitens des Bundesamtes für Naturschutz, bis heute auf die alte Einteilung für Sachsen durch die BfL zurückgegriffen. In der einschlägigen fachlichen Praxis auf Landesebene spielt sie jedoch keine Rolle mehr.
Die folgenden Haupteinheiten bzw. -gruppen liegen mindestens z. T. in Sachsen (in Klammern die Nummern nach Ssymank/BfN):

### Mittelgebirgsschwelle
- 41 (=D17) Vogtland
  - 410 Ostthüringisch-Vogtländische Hochflächen
    - Ronneburger Acker- und Bergbaugebiet

  - 411 Mittelvogtländisches Kuppenland
  - 412 Oberes Vogtland
- 42 (=D16) Erzgebirge
  - 420 Südabdachung des Erzgebirges (äußerster Südwesten des Westerzgebirges)
  - 421 Oberes Westerzgebirge (Westerzgebirge bis auf äußersten Südwesten und äußersten Nordosten, Süden des Mittelerzgebirge)
  - 422 Oberes Osterzgebirge (Süden des Osterzgebirges)
  - 423 Unteres Westerzgebirge (äußerster Nordosten des Westerzgebirges, Norden und Mitte des Mittelerzgebirges)
  - 424 Unteres Osterzgebirge (Norden und Mitte des Osterzgebirges)
- 43 (=D15) Sächsisch-Böhmisches Kreidesandsteingebiet
  - 430 Elbsandsteingebirge (Sächsische Schweiz)
  - 431 Zittauer Gebirge
- 44 (=D14) Oberlausitz
  - 440 Neißegebiet (südöstliche Östliche Oberlausitz)
  - 441 Lausitzer Bergland (Oberlausitzer Bergland)
  - 442 Ostlausitzer Vorberge (nordwestliche Östliche Oberlausitz)
  - 443 Westlausitzer Vorberge (östliches Westlausitzer Hügel- und Bergland)
  - 444 Lausitzer Gefilde (Oberlausitzer Gefilde)

### Ostdeutsches Tiefland
- 45 (=D19a) Erzgebirgsvorland
  - 450 Mittelsächsisches Lößlehmhügelland (Mulde-Lösshügelland)
  - 451 Erzgebirgisches Becken (mittleres und östliches Erzgebirgsbecken)
  - 452 Oberes Pleißeland (westliches Erzgebirgsbecken)
- 46 (=D19b) Sächsisches Hügelland (einschl. Leipziger Land)
  - 460 Dresdner Elbtalgebiet (Dresdner Elbtalweitung)
  - 461 Lausitzer Platte (westliches Westlausitzer Hügel- und Bergland)
  - 462 Großenhainer Pflege
  - 463 Mittelsächsisches Lößgebiet (Mittelsächsisches Lösshügelland)
  - 464 Oschatzer Hügelland (östliches Nordsächsisches Platten- und Hügelland)
  - 465 Grimmaer Porphyrhügelland (westliches Nordsächsisches Platten- und Hügelland)
  - 466 Altenburg-Zeitzer Lößgebiet (Altenburg-Zeitzer Lösshügelland, äußerster Süden des Leipziger Landes, nur zu kleineren Anteilen in Sachsen)
  - 467 Leipziger Land (Mitte und Osten des Leipziger Landes)
- 84 (Teil von D08) Lausitzer Becken- und Heideland
  - 840 Luckau-Calauer Becken
  - 841 Cottbuser Sandplatte (nur minimal in Sachsen)
  - 842 Lausitzer Grenzwall (Niederlausitzer Grenzwall)
  - 844 Niederlausitzer Randhügel (Senftenberg-Finsterwalder Becken und Platten, nur minimal in Sachsen)
- 88 (=D10) Elbe-Mulde-Tiefland
  - 880 Dahlen-Dübener Heide (Düben-Dahlener Heide)
  - 881 Elbe-Elster-Tiefland (Elsterwerda-Herzberger Elsterniederung und Riesa-Torgauer Elbtal)
- 89 (=D13) Oberlausitzer Heideland
  - 890 Oberlausitzer Teichgebiet (Oberlausitzer Heide- und Teichgebiet)
  - 891 Muskauer Heide
  - 892 Königsbrück-Ruhlander Heiden

Da es sich bei der aktuellen Naturraumgliederung Sachsens nicht um eine einfache Weiterentwicklung oder Modifikation der von Meynen vorgestellten Einteilung handelt, sind bedeutende Abweichungen eingetreten, obgleich einige der historischen Bezeichnungen weiter verwendet und auch ein Teil der Grenzziehungen lediglich präzisiert wurden.
- Die Ebene der Haupteinheitengruppe wurde gänzlich aufgegeben. Das neu eingeführte Format der „Sächsischen Naturregion“ ist nicht ohne weiteres als naturräumliche Einheit zu interpretieren, da es sich nur teilweise an Naturraumgrenzen orientiert.
  - Die Mittelgebirge wurden unter „Sächsisches Bergland und Mittelgebirge“ zusammengefasst. Diese umfassen die drei älteren Haupteinheitengruppen 41–43 plus in Haupteinheit 441 den montaneren Teil der Oberlausitz (44).
  - Die Oberlausitz wurde, bis auf Haupteinheit 441 (s. o.), ins Sächsische Lössgefilde, das ansonsten aus Erzgebirgsvorland und Sächsischem Hügelland (Haupteinheitengruppe 19 bzw. 45–46) besteht, eingemeindet.
  - Die Haupteinheitengruppen Elbe-Mulde-Tiefland (88) und Oberlausitzer Heideland (89) wurden mit den sächsischen Teilen der Haupteinheitengruppe Lausitzer Becken und Spreewald unter Sächsisch-Niederlausitzer Heideland zusammengefasst.
- Die Ebene der Makrogeochore ist noch mit der einer Meynenschen Haupteinheit vergleichbar, jedoch wurde der Zuschnitt der einzelnen Einheiten verändert.
  - Die Aufteilung des Erzgebirges wurde geändert.
  - Das Elstergebirge, früher Teilraum des Vogtlandes, erscheint im Rang einer Makrogeochore, obwohl es bei grenzüberschreitender Betrachtung nur einen Teil einer solchen darstellt.
  - Zahlreiche Naturraumgrenzen wurden verschoben bzw. präzisiert.